# Rybák chocholatý
Rybák chocholatý (Thalasseus bergii) je velký druh rybáka ze skupiny chocholatých rybáků rodu Thalasseus.

## Popis

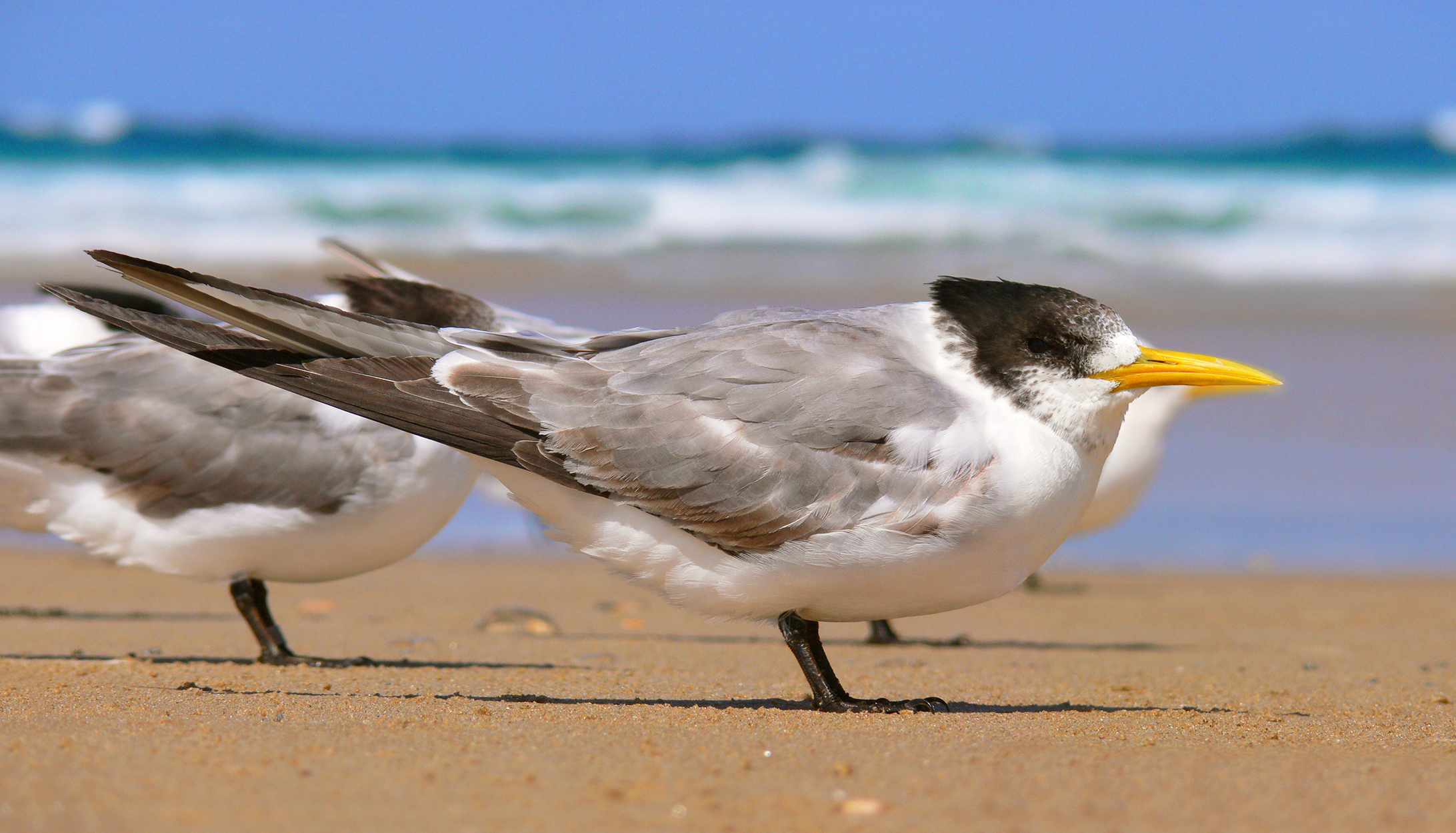
Jednoletý pták

Rybák chocholatý je zbarvený jako typičtí rybáci – tělo je bílé, hřbet a svrchní strana křídel světle šedá, na hlavě je černá čepička s prodlouženými týlními péry. Na rozdíl od jiných druhů má i ve svatebním šatu bélé čelo. Vnitřní ruční letky jsou světlé, vnější černavé, ocas je světle šedý. Nohy jsou černavé, zobák bledě žlutý, často se zelenavým nádechem. V prostém šatu (v zimě) mají kromě čela bílou i přední část temene. Mladí ptáci mají šupinovitou kresbu per hřbetu a krovek (tmavošedá s hnědavými okraji) a tmavé skvrnění na lících.

## Rozšíření
Hnízdí v několika poddruzích na březích Indického a Tichého oceánu, v Africe zasahuje do jižního Atlantského oceánu:
- T. b. bergii hnízdí v Africe na pobřeží Namibie a Jihoafrické republiky
- T. b. enigma hnízdí v Africe na pobřeží Mosambiku
- T. b. velox hnízdí v severních oblastech Indického oceánu od Somálska, Rudého moře a Perského zálivu na východ po Malajský poloostrov
- T. b. thalassina hnízdí na ostrovech u východního pobřeží Afriky a jižního Indického oceánu
- T. b. cristata hnízdí v Austrálii a jihozápadním Tichém oceánu po Japonsko a Fidži

Všechny populace se po vyhnízdění rozptylují v okolí hnízdišť.

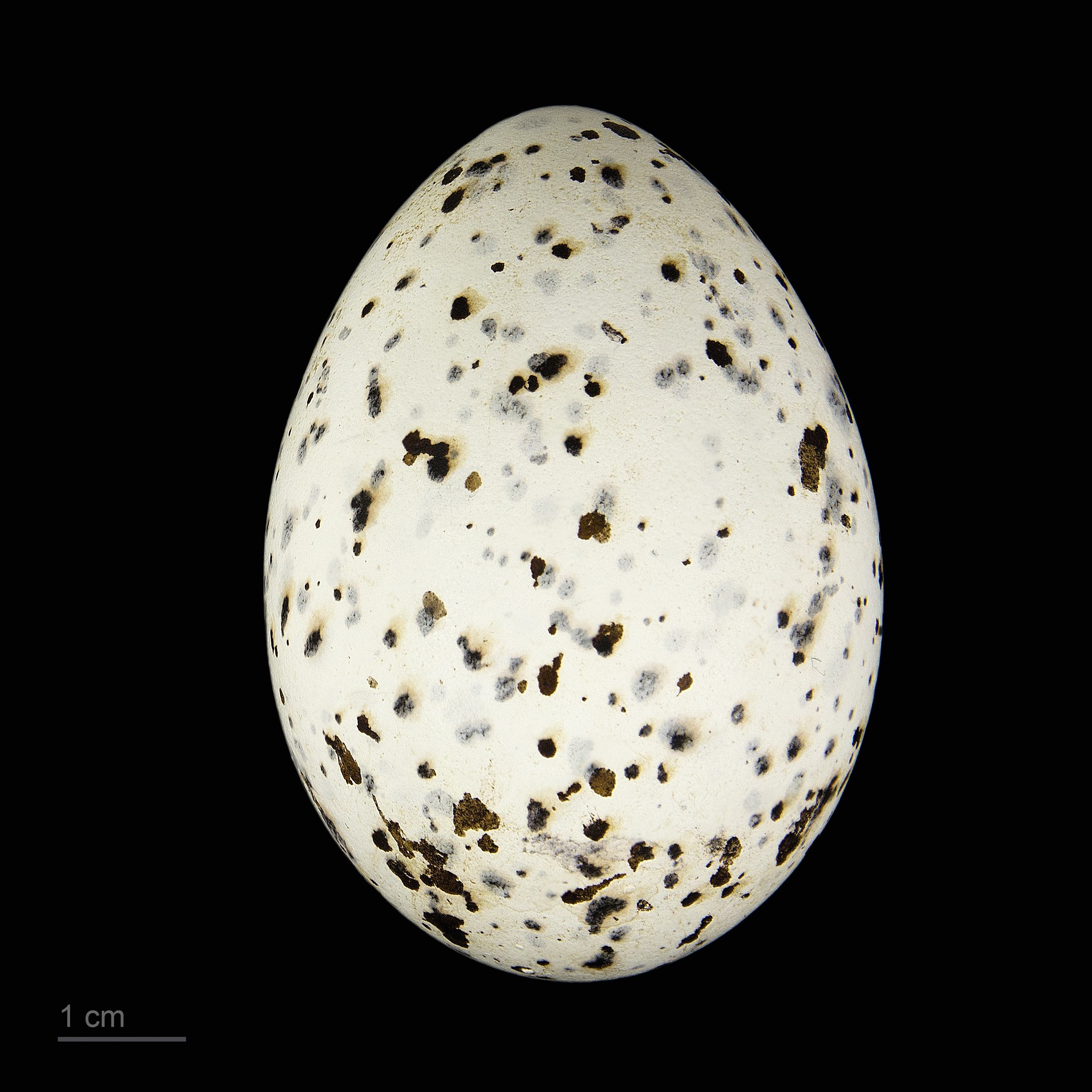
Thalasseus bergii